# Chris Miller (animatore)
Christopher Miller, detto Chris (Washington, 20 gennaio 1968), è un doppiatore, animatore e regista statunitense, nonché sceneggiatore e artista degli storyboard. È noto soprattutto per aver diretto Shrek terzo e Il gatto con gli stivali e per aver dato la voce a Kowalski nei film di Madagascar.
È sposato dal 1996 con la coreografa Laura Gorenstein.

## Filmografia parziale

### Regista
- Lea Press on Limbs (1988)
- Shrek terzo (2007)
- Il gatto con gli stivali (2011)
- I Puffi - Il film (2025)

### Sceneggiatore
- Shrek terzo (2007)

### Doppiaggio
- Shrek - Geppetto, Specchio magico
- Shrek 2 - Humphries, Specchio magico
- Shrek terzo - Burattinaio, annunciatore, mascotte
- Madagascar, Madagascar 2, Madagascar 3 - Ricercati in Europa, I pinguini di Madagascar - Kowalski
- Shrek e vissero felici e contenti - annunciatore reale, Geppetto, Specchio Magico
- Il gatto con gli stivali - Frate, guardia carceraria